# Abbaye de Woburn
L'abbaye de Woburn près de Woburn, dans le Bedfordshire en Angleterre, est une ancienne abbaye et actuel château, le siège du duc de Bedford et la localisation du Woburn Safari Park (en).

## Histoire

### Fondation
Fondée en 1145 à partir d'une colonie de moines en provenance de l'abbaye de Fountains. Au début du XIVe siècle, un templier y fut accueilli pour y finir ses jours à la suite de la dissolution de l'ordre du Temple.

### Liste des abbés de Woburn
- Alan, premier abbé, à partir de 1145
- William, attesté vers 1180
- Peter, attesté en 1202, mort en 1204
- Nicholas, attesté en 1208
- Richard, attesté en 1217 et en 1228, déposé en 1234
- Roger de Fountains, élu en 1234
- Adam de Luton, mort en 1247
- Nicholas, élu en 1247
- Roger,mort en 1281
- Hugh de Soulbury, élu en 1281
- William, attesté en 1286
- Robert de Stokes, élu en 1297
- Henry, élu en 1312
- Thomas de Thornton, élu en 1336
- William Manepeny, élu en 1396
- William Hawburth, élu en 1436
- John of Ashby, élu en 1458
- Robert Charlet, élu en 1463
- Robert Hall, élu en 1483
- Thomas Hogeson, attesté en 1499
- Robert Hobbes, élu en 1529[5].

### Dissolution des monastères
Elle fut donnée à John Russell par Henri VIII et devint le siège des ducs de Bedford, tête de la famille Russell. L'abbaye fut détruite et le château ducal graduellement bâti sur les ruines, mais il retient le nom « abbaye ».
L'abbaye fut largement reconstruite par les architectes Henry Flitcroft et Henry Holland pour le 4e duc au XVIIIe siècle. Anna Maria, l'épouse du 7e duc, créa le rituel du thé de l'après-midi dans l'Angleterre du XIXe siècle.
Après la Seconde Guerre mondiale, de la pourriture cubique fut découverte et la moitié de l'abbaye dut être détruite. À la mort du 12e duc de Bedford en 1953, son fils le 13e duc eut à payer de lourds droits de succession et l'abbaye était une demeure à moitié démolie et à moitié à l'abandon. Plutôt que de confier le patrimoine familial au National Trust, il en conserva la propriété et ouvrit l'abbaye au public pour la première fois en 1955. Elle gagna rapidement en popularité grâce à l'adjonction d'autres activités, dont le Woburn Safari Park (en) en 1970.

## Articles connexes

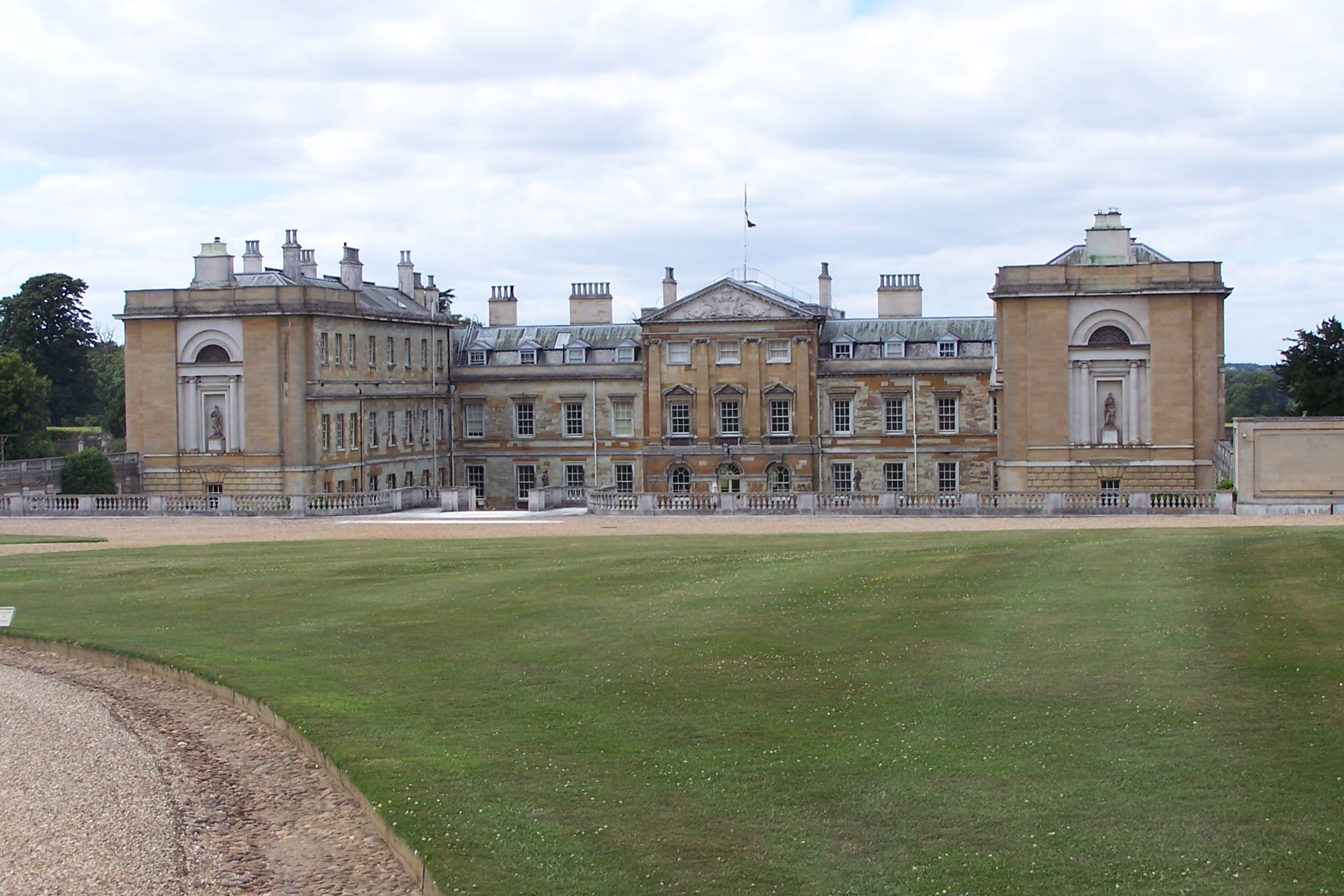
Côté est de l'abbaye vers l'ancienne cour centrale.

## Bibliographie

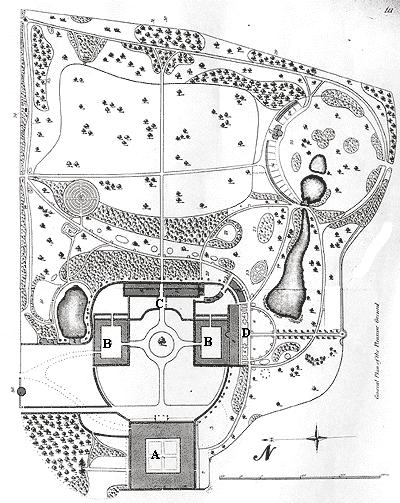
Plan de Woburn avant sa destruction partielle.